# Klosterrode

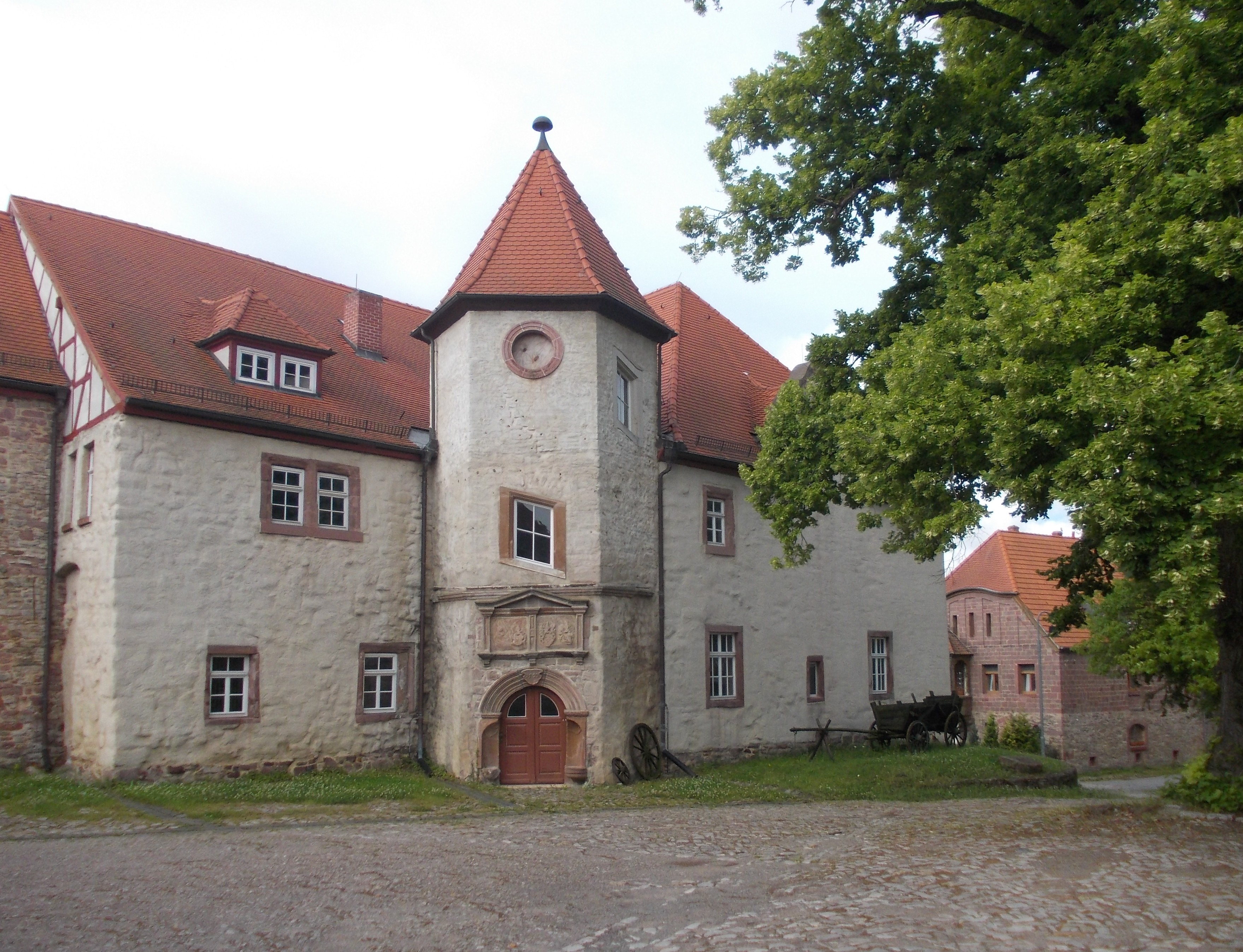
Altes Schloss Klosterrode

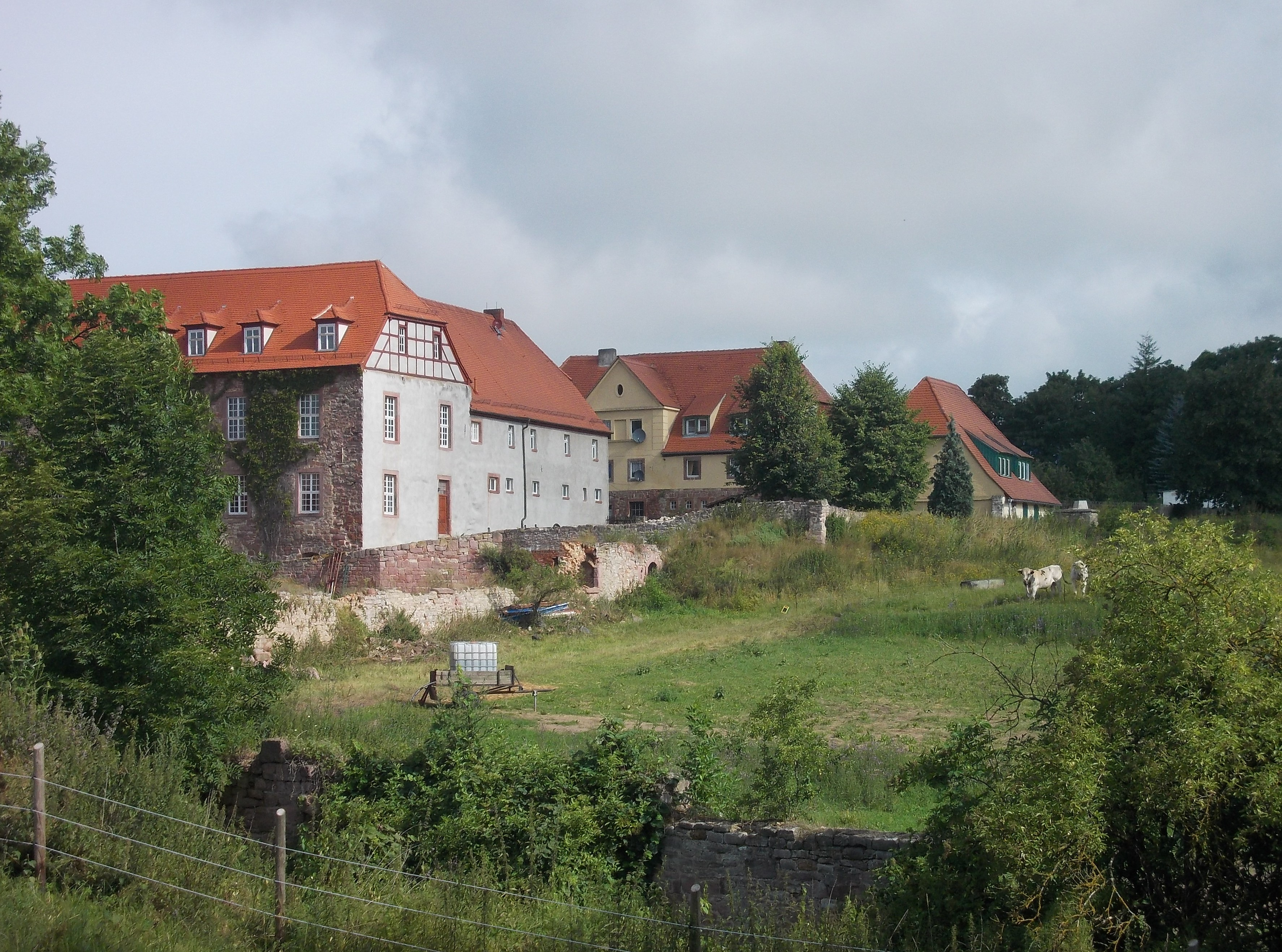
Gutsanlage

Klosterrode ist ein Ortsteil der Gemeinde Blankenheim in Sachsen-Anhalt.

## Geschichte
In einem zwischen 881 und 899 entstandenen Verzeichnis der Zehnten des Klosters Hersfeld wird Klosterrode als zehntpflichtiger Ort Hildiburgorod im Friesenfeld erstmals urkundlich erwähnt, später als Hillebergrode. Um 1147 gegründet war das Kloster Rode bis zu seiner Säkularisation im Jahr 1543 in der Obhut der Prämonstratenser.
1540 wurde es in ein Rittergut umgewandelt und schlossähnlich ausgebaut. Zunächst im Besitz derer von Bodenhausen bzw. von Alvensleben wurde es 1739 von Graf Adolph Friedrich von der Schulenburg erworben. Nach dem Aussterben der gräflichen Linie Schulenburg-Klosterrode mit dem Tod von Friedrich Albrecht von der Schulenburg im Jahr 1853 wurde das Objekt von wechselnden Besitzern bewirtschaftet.
Ein zwischen 1778 und 1783 als Herrenhaus errichteter Neubau, das sogenannte Neue Schloss, wurde 1936 gesprengt.